# Pawel Sarna
Pawel Sarna (Paweł Sarna), poljski pisatelj in pesnik, * 26. januar 1977.
Sarna je objavljal v Studiumu, reviji FA-art, samostojno je izdal zbirko Biały OjczeNasz, skupaj s Pawłom Lekszyckim pa Ten i Tamten.

## Dela
- Zbirke:
  - Ten i Tamten (skupaj s Pawłom Lekszyckim), Bydgoszcz, Świadectwo 2000, ISBN 83-87531-87-1.
  - Biały OjczeNasz Kraków, Zielona Sowa 2002, ISBN 83-7220-502-7.
  - Czerwony żagiel Kraków, Zielona Sowa 2006, ISBN 83-7435-189-6.
  - Antologia poezie zo Sliezka - Nadivoko. 1994-2003 2004, Vyber, spracovanie a komentar D. Pawelec.